# Kim Song-hui
Kim Song-hui (23 de fevereiro de 1987) é uma futebolista norte-coreana que atua como atacante

## Carreira
Kim Song-hui integrou o elenco da Seleção Norte-Coreana de Futebol Feminino, nas Olimpíadas de 2012, ela fez dois gols na vitória contra a Colômbia por 2-0. 